# 乙酰丙酮镧
乙酰丙酮镧是一种配位化合物，化学式为La(C5H7O2)3，或简写为La(acac)3，它的不稳定常数（logYn）分别为3.65、5.13和6.12（对应n=1, 2, 3）。它可由三烷氧基镧和乙酰丙酮反应制得。它的四水合物在110 °C分解为一水合物，在150 °C得到无水物，180~285 °C经La(CH3COO)(acac)2和La(CH3COO)2(acac)生成乙酸镧。它可用于制备NaLaS2、La2Zr2O7等材料。

## 拓展阅读
- 陈晓红, 段宏昌, 姜恒, 宫红. 固相法合成乙酰丙酮镧. 化工科技, 2007, 15 (1): 21-24.